# Echipa națională de fotbal a Anguillei
Echipa națională de fotbal a Anguillei reprezintă statul la competițiile internaționale de fotbal și este controlată de Asociația de Fotbal din Anguilla. Este una din cele șase naționale clasate pe ultimul loc în Clasamentul FIFA.
De multe ori au fost convocați la națională jucători de la echipele semi-profesioniste din Anglia. 

## Calificări

### Campionatul mondial
- 1930 până în 1998 - nu a participat
- 2002 până în 2010 - nu s-a calificat

### Cupa de Aur
- 1991 până în 2002 - nu s-a calificat
- 2003 - nu a participat
- 2005 - s-a retras
- 2007 până în 2011 - nu s-a calificat

## Meciuri internaționale
| Adversar                      | Meciuri | Victorii | Egaluri | Înfrângeri | GM | GP  | G+  | % Won |
| ----------------------------- | ------- | -------- | ------- | ---------- | -- | --- | --- | ----- |
| Antigua și Barbuda            | 2       | 0        | 0       | 2          | 3  | 12  | -9  | 0%    |
| Bahamas                       | 2       | 0        | 0       | 2          | 2  | 5   | -3  | 0%    |
| Barbados                      | 1       | 0        | 0       | 1          | 1  | 7   | -6  | 0%    |
| Insulele Virgine Britanice    | 4       | 1        | 0       | 3          | 6  | 13  | -7  | 25%   |
| Dominica                      | 1       | 0        | 0       | 1          | 0  | 5   | -5  | 0%    |
| Republica Dominicană          | 2       | 0        | 1       | 1          | 0  | 6   | -6  | 0%    |
| El Salvador                   | 2       | 0        | 0       | 2          | 0  | 16  | -16 | 0%    |
| Grenada                       | 1       | 0        | 0       | 1          | 1  | 14  | -13 | 0%    |
| Guyana                        | 1       | 0        | 0       | 1          | 0  | 14  | -14 | 0%    |
| Montserrat                    | 1       | 1        | 0       | 0          | 4  | 1   | +3  | 100%  |
| Puerto Rico                   | 1       | 0        | 0       | 1          | 1  | 3   | -2  | 0%    |
| Sfântul Cristofor și Nevis    | 1       | 1        | 0       | 1          | 1  | 6   | -2  | 50%   |
| Sfântul Vicențiu și Grenadine | 1       | 0        | 0       | 1          | 1  | 3   | -2  | 0%    |
| Total                         | 20      | 2        | 1       | 17         | 22 | 105 | -83 | 10%   |

## Antrenori
- Clifton Livingston (2000)
- Scott Cooper (2002)
- Vernon Hodge (2003)
- Benjamin Davies (2004)
- Vernon Hodge (2005-2007)
- Kerthney Carty (2008)
- Colin Johnson (2008-2009)
- Scott Cooper (2010)